# Kyle Adnam
Kyle Reginald Adnam (Melbourne, 18 novembre 1993) è un cestista australiano.

## Palmarès
- Campionato australiano: 1

Melbourne United: 2017-18